# Geschichte der deutschen Nutzfahrzeugindustrie von 1895 bis 1945

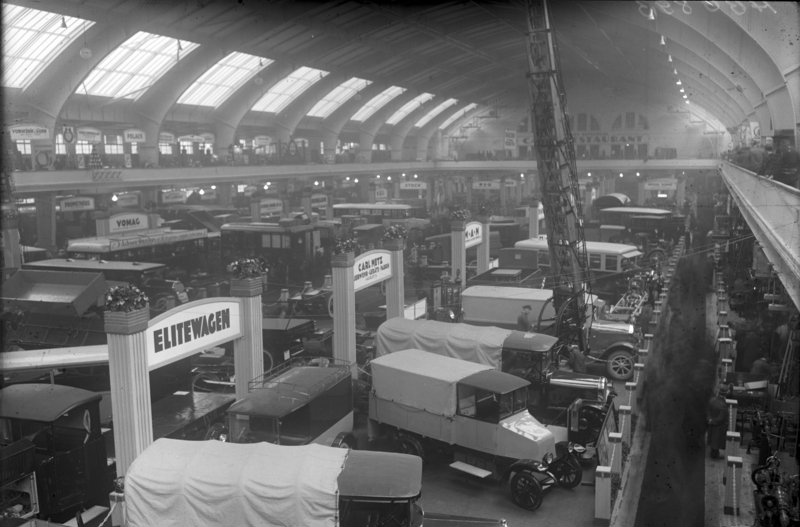
Deutsche Nutzfahrzeuge auf der Berliner Automobil-Ausstellung 1924

Die Nutzfahrzeugindustrie stellt einen volkswirtschaftlich bedeutenden Wirtschaftszweig dar. Die Geschichte der deutschen Nutzfahrzeugindustrie begann mit der Entwicklung motorisierter Nutzfahrzeuge im Jahr 1895. Nach einer raschen Ausbreitung fand dieser Industriezweig ein halbes Jahrhundert später durch Zerstörungen im Zweiten Weltkrieg und den wirtschaftlichen Zusammenbruch im Jahr 1945 einen jähen Zusammenbruch.
Dieser Artikel befasst sich mit der Zeit von den Anfängen der deutschen Nutzfahrzeugindustrie bis zum Zweiten Weltkrieg. Die weitere Entwicklung ist in den Artikeln Geschichte der westdeutschen Nutzfahrzeugindustrie von 1945 bis 1990, Geschichte der ostdeutschen Nutzfahrzeugindustrie von 1945 bis 1990 und Geschichte der deutschen Nutzfahrzeugindustrie von 1990 bis heute dargestellt.

## Die Anfänge der Nutzfahrzeugindustrie bis zum Ersten Weltkrieg

### Erfindungen und technischer Fortschritt
Die industrielle Herstellung von motorbetriebenen Nutzfahrzeugen begann Ende des 19. Jahrhunderts. In Großbritannien hatte man zunächst versucht, die Dampfkraft auch für den Antrieb von Fahrzeugen zu nutzen. Pionierarbeit in der Antriebs- und Nutzkraftfahrzeugtechnik wurde später insbesondere in Deutschland, Frankreich und den Vereinigten Staaten geleistet.

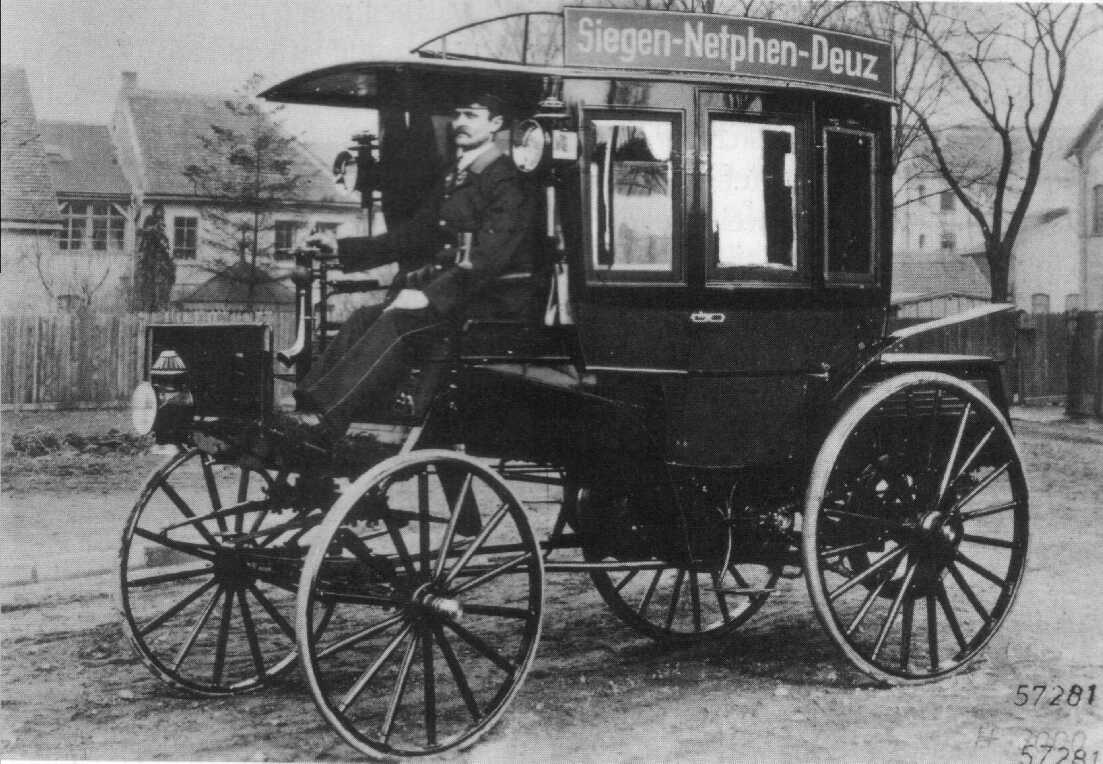
Der Omnibus von Benz

1895 baute Carl Benz (Benz & Cie.) das erste Nutzfahrzeug mit einem Verbrennungsmotor. Dieser erste Omnibus hatte acht Sitze auf einem verstärkten Pkw-Fahrgestell. Wegen seiner großen Ähnlichkeit mit der gleichnamigen Kutsche wurde er „Landauer“ genannt. Der Motor erzeugte eine Leistung von 5 PS (3,7 kW), was für eine Durchschnittsgeschwindigkeit von 15 Kilometern pro Stunde reichte. Der Bus wurde am 18. März 1895 erstmals im Linienverkehr zwischen Siegen und Netphen erprobt. Jedoch wurde der Betrieb wegen der mangelhaften Federung, der unkomfortablen Vollgummireifen sowie des damals sehr schlechten Zustandes der Straßen und Wege noch im selben Jahr wieder eingestellt.

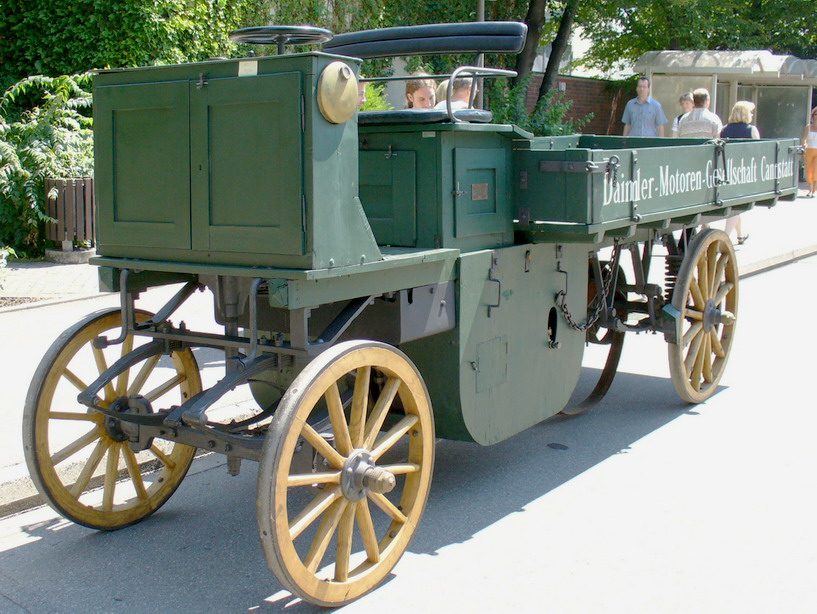
Einer der ersten Daimler-Lkw von 1896

Der erste Lastkraftwagen mit Verbrennungsmotor wurde 1896 als eine Art „Kutsche ohne Deichsel“ von Wilhelm Maybach konstruiert und in der Fabrik von Gottlieb Daimler gebaut (Daimler (DMG)). Es handelte sich um ein Fahrzeug mit 1,5 Tonnen Nutzlast, gebaut als Frontlenker mit hinten eingebautem stehenden Zweizylinder-Unterbaumotor. Mit dieser Nutzlast wäre das Fahrzeug – an heutigen Standards gemessen – eher ein Transporter, kann aber trotzdem als Lkw gezählt werden. Der Lkw hatte eisenbereifte Speichenräder, 4 PS (2,94 kW) und 1,06 Liter Hubraum. Damit erreichte er eine Spitzengeschwindigkeit von bis zu 12 km/h. Zum Kauf angeboten wurden solche Lkw damals für 4600 RM. Im selben Jahr baute Daimler weitere Lkw-Typen mit 1,5 bis 5 Tonnen Nutzlast und vier verschiedenen Motoren mit Leistungen zwischen 4 und 10 PS (2,9 bis 7,4 kW).
Ferdinand Porsche entwickelte in Zusammenarbeit mit der Wagenfabrik Ludwig Lohner & Co. in Wien 1899 das Lohner-Porsche-Elektromobil, auch nur „Lohner Porsche“ genannt. Die über aufladbare Akkumulatorenbatterien betriebenen Elektromotoren mit je 2,5 PS (1,8 kW) saßen in den vorderen Radnaben. Die Präsentation des „Lohner Porsche“ auf der Pariser Weltausstellung 1900 hatte große Resonanz hervorgerufen. Später entwickelte Porsche auch Fahrzeuge mit Allradantrieb und den Mixte-Wagen mit Hybridantrieb, also einem zusätzlichen Ottomotor zum Laden der Batterie. Der Radnabenantrieb wurde bis 1920 von 20 Lkw-Produzenten, unter anderem ab 1906 von der Fabrik Nürnberg vorm. Braun (ab 1918 Faun), als Nutzfahrzeug für kommunale Betriebe weiterentwickelt.

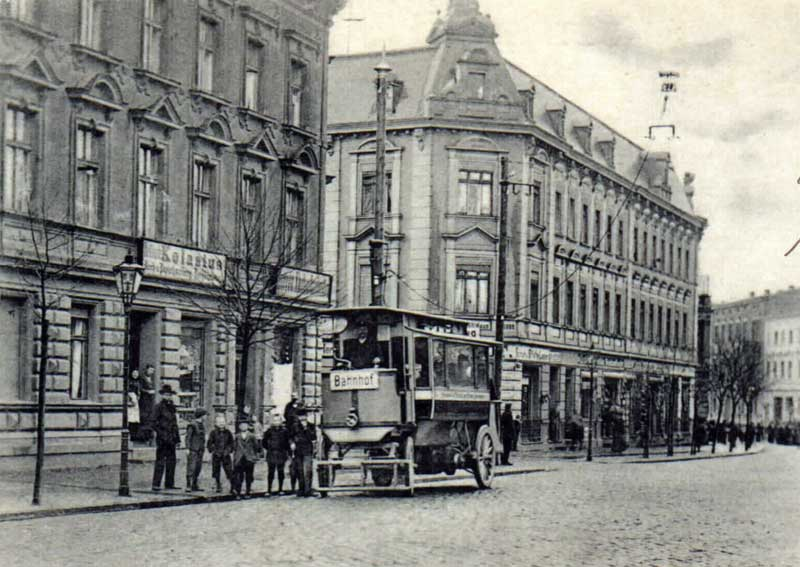
O-Bus 1901 in Eberswalde

Gleichzeitig mit der Entwicklung des „Lohner Porsche“ baute Siemens & Halske ebenfalls im Jahr 1899 einen elektrisch angetriebenen „Duo-Bus“ bzw. „O-Bus“. Durch die elektrische Oberleitung wurden mit Schleifbügeln (Trolley) die Akkumulatoren aufgeladen. Im Linienverkehr wurde der O-Bus erstmals in Berlin als Straßenbahn-Omnibus erfolgreich eingesetzt. Schon am 29. April 1882 wurde ein Oberleitungswagen mit Namen: „Elektromote“ gebaut und im Betrieb getestet, aber wegen der schlechten Straßen wurde die Bus-Linie wieder eingestellt. Der Duo-Bus wurde mit Batterie und vier Elektromotoren zu je 7,5 PS (5,5 kW) angetrieben. Die Motoren wurden zum Anfahren in Reihe und zum Fahren parallelgeschaltet, so dass die 80-Zellen-Batterie für eine Fahrstrecke von 35 km ausreichte. Ab 1905 hatte Siemens & Halske auch Lkw und Busse mit einem benzinelektrischen Antrieb hergestellt. Nach Übernahme der Protos-Werke 1908 stellte Siemens & Halske den Lkw- und Bus-Bau ein. Der Elektroantrieb im Nutzfahrzeug wurde zu der Zeit auch von Unternehmen wie Flader, Hagen, BEF, Henschel, Daimler, Hercules, Scheele, Schiemann und Schütze alternativ zum Verbrennungsmotor als Lkw-Antrieb verwendet.
Das Rillenkugellager von Sachs (1903), die verbesserte Zündkerze bzw. die Hochspannungsmagnetzündung von Robert Bosch (1902), die Luftreifen von Dunlop (USA, 1902) für leichte Lkw und der Bienenwabenkühler von Wilhelm Maybach (1899) sowie die Trommelbremse von Nesseldorfer Waggonbau (1907) waren wichtige Voraussetzungen für die weitere Entwicklung des Lkw-Baus. Konstrukteure verschiedener späterer Lkw-Produzenten wie zum Beispiel die SAF-Gaggenau, Dixi, Hering, Dürkopp, Hercules, Magirus, Nacke, Erhardt, Kaelble, Horch, NAG, Stoewer, Büssing, Renault, Peugeot (Frankreich), Leyland (England), Fiat (Italien), Saurer (Schweiz), Berliet (Frankreich), Scania (Schweden) und Mack (USA) interessierten sich schon kurz nach 1900 für die „Motorkutsche“ bzw. bauten das Nutzfahrzeug Lkw.
Die NAG (Nationale Automobil-Gesellschaft) baute 1903 den ersten Lastzug der Welt, also einen Lkw mit Anhänger, als Frontlenker. Die Gasmotoren-Fabrik Deutz begann 1903 mit der Fa. Grether als erste den Bau von Feuerwehrfahrzeugen. Mit der Zeit jedoch wurden bei allen Lkw der Motor mit dem Kühler vor den Fahrerplatz verlegt und die Antriebskraft mit Ketten auf die Hinterräder übertragen. Die bislang mittige Lenkkurbel wurde im Laufe der Zeit durch ein schräggestelltes Lenkrad ersetzt, das zuerst in die „rechte“ Fahrzeugseite eingebaut wurde. Klotzbremsen mit Seilzug waren üblich. Die damaligen Nutzfahrzeuge hatten eine Fußbremse und eine außenliegende Handbremse, die gewöhnlich auf die Getriebehauptwelle wirkte. Büssing baute schon ab 1903 Lkw mit U-Profilrahmen und verwendete das erste Zahnrad-Gruppengetriebe (2 × 3 Gänge), zwei Jahre später die erste Differentialsperre.
1904 wurde die erste festsitzende Vollgummibereifung auf Holz-Speichenrädern eingeführt, und ab 1906 wurde von Büssing mit Continental der Lkw-Luftreifen entwickelt und erprobt.
Auf eine Frontverglasung (Windschutzscheibe) konnte in der Anfangszeit des Lkw-Baus wegen der geringen Geschwindigkeiten von nur höchstens 20 Kilometern pro Stunde noch verzichtet werden. Im Jahr 1905 wurde von Heinrich von Preußen (dem Bruder von Kaiser Wilhelm II.) ein handbetätigter Scheibenwischer zum Patent angemeldet. Den ersten Großraumomnibus mit 52 Sitzplätzen brachte im Jahr 1905 die Süddeutsche Automobil-Fabrik (SAF) in Gaggenau anfangs für die Berliner Stadtwerke auf den Markt. Anschließend baute SAF seine erste „benzinautomobile“ Feuerspritze. Ab 1907 wurden von SAF schon kleine Lkw mit bis zu 750 kg Gewicht mit Luftreifen gebaut.
Die Motoren der damaligen Nutzfahrzeuge konnten mit den jeweiligen Vergasern alternativ verschiedene Brennflüssigkeiten verarbeiten, insbesondere Benzin, Spiritus oder Petroleum. Motor und Getriebe waren am Fahrgestell noch voneinander getrennt eingebaut. Die vor der Hinterachse angebrachten Getriebe trieben die Räder mit Ketten an. Dürkopp setzte in Bielefeld ab 1906 erstmals einen Kardanantrieb ein.

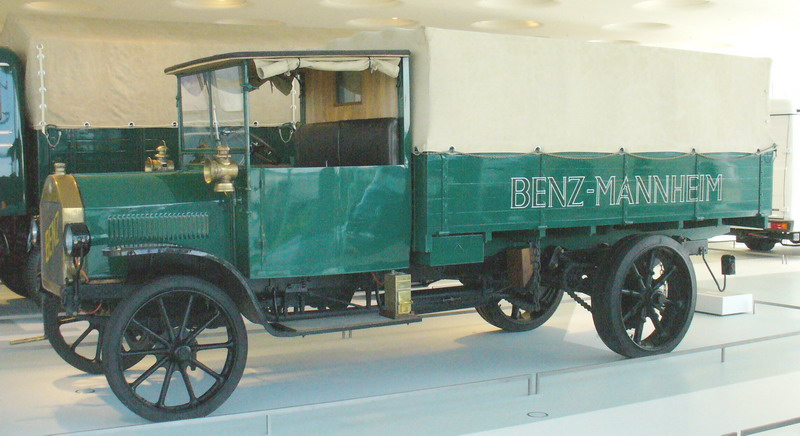
Benz-Lkw von 1912, typisch für diese Zeit

Büssing baute schon 1910 einen Lkw mit einem aufliegenden Anhänger (Sattelzug) für Langmaterial. Im selben Jahr baute der Karosseriehersteller Kässbohrer in Ulm einen „Kombinations-Bus“, der durch Wegklappen der längs angebrachten Sitzreihen auch als Lkw verwendet werden konnte und ein Patent bekam. Des Weiteren baute Kässbohrer mit einer großzügigen Holzkarosserie auf einem Fahrgestell den ersten Omnibus, in dem der Fahrer in einer geschlossenen Kabine sitzen konnte. Das Fahrgestell lieferte der Lkw-Produzent Saurer aus Arbon in der Schweiz. Beim Omnibus wurde 1910 das erste hydraulische Lentze-Getriebe mit der Hinterachse verblockt. Mack ein Hersteller von Nutzfahrzeugen in den USA baute 1910 dort einen ersten Feuerwehr-Lkw.
Ab 1913 hatten im Deutschen Reich alle Lkw Gummireifen, weil ab dem 25. April in der neuen Kraftfahrzeugverkehrsordnung Eisenreifen verboten wurden, um die infolge des höheren Gewichts von Nutzlasttransporten zunehmenden Straßenschäden einzudämmen. Luftreifen wurden von nun an verstärkt erprobt und verbessert, was zu einem raschen Aufschwung der Kautschuk-Industrie führte.

### Wirtschaftliche und rechtliche Rahmenbedingungen
Zwar hatten im Jahr 1901 die 16 Hersteller in Europa insgesamt nur 39 Lkw produziert, jedoch entfaltete sich – ähnlich wie bei der Pkw-Produktion – rasch eine umfangreiche Nutzfahrzeugindustrie.

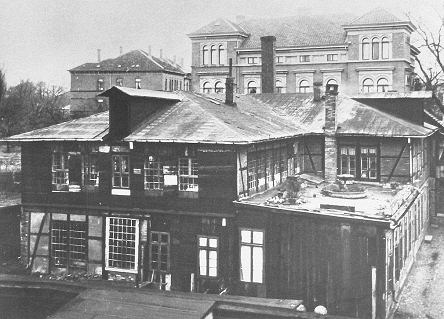
In diesen Gebäuden stellte Büssing 1902 seine ersten drei Lkw her

Viele Unternehmen, die sich bislang in der Feinmechanik, im Maschinenbau oder in der Elektrotechnik engagiert hatten, investierten nun in die Nutzfahrzeug- bzw. Lkw-Produktion. Schon damals hatten die Zulieferunternehmen einen großen Anteil an der Fahrzeugproduktion, zum Beispiel der Karosseriebauer Gläser. Auch der Handel mit Kfz-Teilen und -Zubehör für den Nutzfahrzeugbau fing an, sich zu etablieren.
1907 war in den 26 Ländern des Deutschen Reiches die Kennzeichnung der Kraftfahrzeuge vereinheitlicht worden. Auf Veranlassung der Militärverwaltungen wurden im Jahr 1908 Standardisierungsmaße für Lkw-Teile erlassen, unter anderem auch Vorschriften für Pedale (Bremse, Kupplung und Gas). Um Regierungsaufträge bemüht stellten die Unternehmen Benz, Büssing, Daimler (DMG) und NAG ihre Lkw schon 1907 nach den vom Militär vorgegebenen Normen her. Auch MAN produzierte in Nürnberg nach Lizenz von Saurer einige Lkw für das Militär. Schließlich wurde von der Reichsregierung ein „Normalien-Ausschuss“ für die Nutzfahrzeugindustrie gegründet, der spätere „Fachnormenausschuss der Kraftfahrzeug Industrie“ (FAKRA).
Das Deutsche Reich erstattete seinerzeit 20 % des Lkw-Kaufpreises, wenn ein militärisch geeignetes Nutzfahrzeug gekauft und instand gehalten wurde. Ab 1908 bescherten die aufgelegten Subventionsprogramme für die Kriegsmaterialbeschaffung der Nutzfahrzeugindustrie durch den Kauf vieler neuer Lkw einen erheblichen Produktionszuwachs, der bis hinein in die Kriegsjahre anhielt. Besonders profitierten Lkw-Produzenten wie Daimler (DMG), Büssing, NAG, Benz, Mannesmann-MULAG, NAMAG (Lloyd), Dixi, Adler, Hering, Dürkopp, Opel, Nacke, Podeus, Erhardt, DAAG, Stoewer, Argus und Ansbach hiervon. Die Argus zum Beispiel hatte ab 1906 als Flugzeug-Motorenbauer auch Lkw gefertigt und in Zusammenarbeit mit Horch den ersten Sechszylindermotor in einen Lkw eingebaut. Wegen der noch vorhandenen Anfälligkeit und der hohen Preise der seinerzeit vorhandenen Lkw ließen sich viele konservative Transportunternehmer aber noch von einem Kauf abhalten, zumal auch die Gefahr bestand, dass der Lkw im Falle des Krieges eingezogen würde.

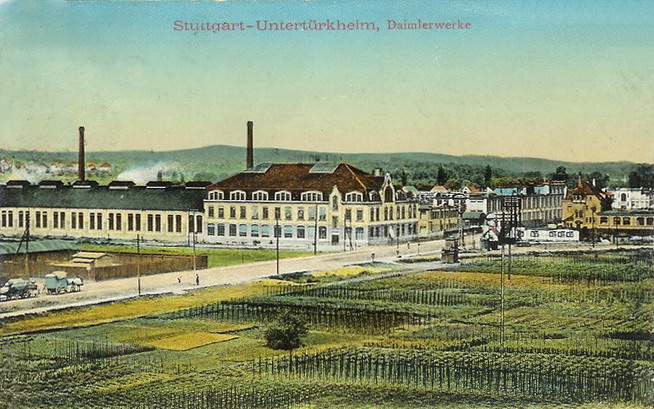
Nutzfahrzeugindustrie 1911 (Werk Daimler)

Die Lkw wurden auch auf Kriegstauglichkeit getestet. Deshalb war die Nutzfahrzeugindustrie sehr kreativ und machte viele neue Entwicklungen. SAF-Gaggenau verzettelte sich bei einer zu breiten Produktpalette bzw. der Innovation von Neuentwicklungen. Es wurden jedoch nur geringe Stückzahlen produziert, sodass die Finanzdecke nach kurzer Zeit aufgebraucht war. Auf Druck der Banken übernahm Benz 1907 die Führung im Unternehmen, am 31. Oktober 1910 wurde der Übernahmevertrag abgeschlossen. Bei Magirus entstanden für den Kriegseinsatz 1500 Anhänger mit der sog. Gulaschkanone (Feldküche). 1913 gab es in Deutschland 5400 Lkw, davon 825 Lkw über fünf Tonnen Nutzlast. Am 1. April 1913 wurden die Subventionsbestimmungen gestrafft, und es durften nur noch Lkw bis zu 3,5 Tonnen Nutzlast und 35 PS gebaut werden. Eine Vereinheitlichung der Lkw-Ausstattung wurde vorgeschrieben, zum Beispiel Anhängerkupplung, elektrischer Anlasser und die gleiche Antriebskette. Die Jahresproduktion der Nutzfahrzeugindustrie betrug kurz vor dem Ersten Weltkrieg insgesamt 2239 Lkw.

## Die Zeit des Ersten Weltkriegs
Durch den Ersten Weltkrieg wurde die Entwicklung des Lkw wegen seiner militärischen Bedeutung gefördert. Es war der erste Krieg, in dem motorisierten Nutzfahrzeugen eine strategische Bedeutung zukam. Am Anfang des Krieges (1. August 1914) standen der deutschen Heeresleitung ca. 5.000 Lkw nach den Subventionsrichtlinien zur Verfügung.

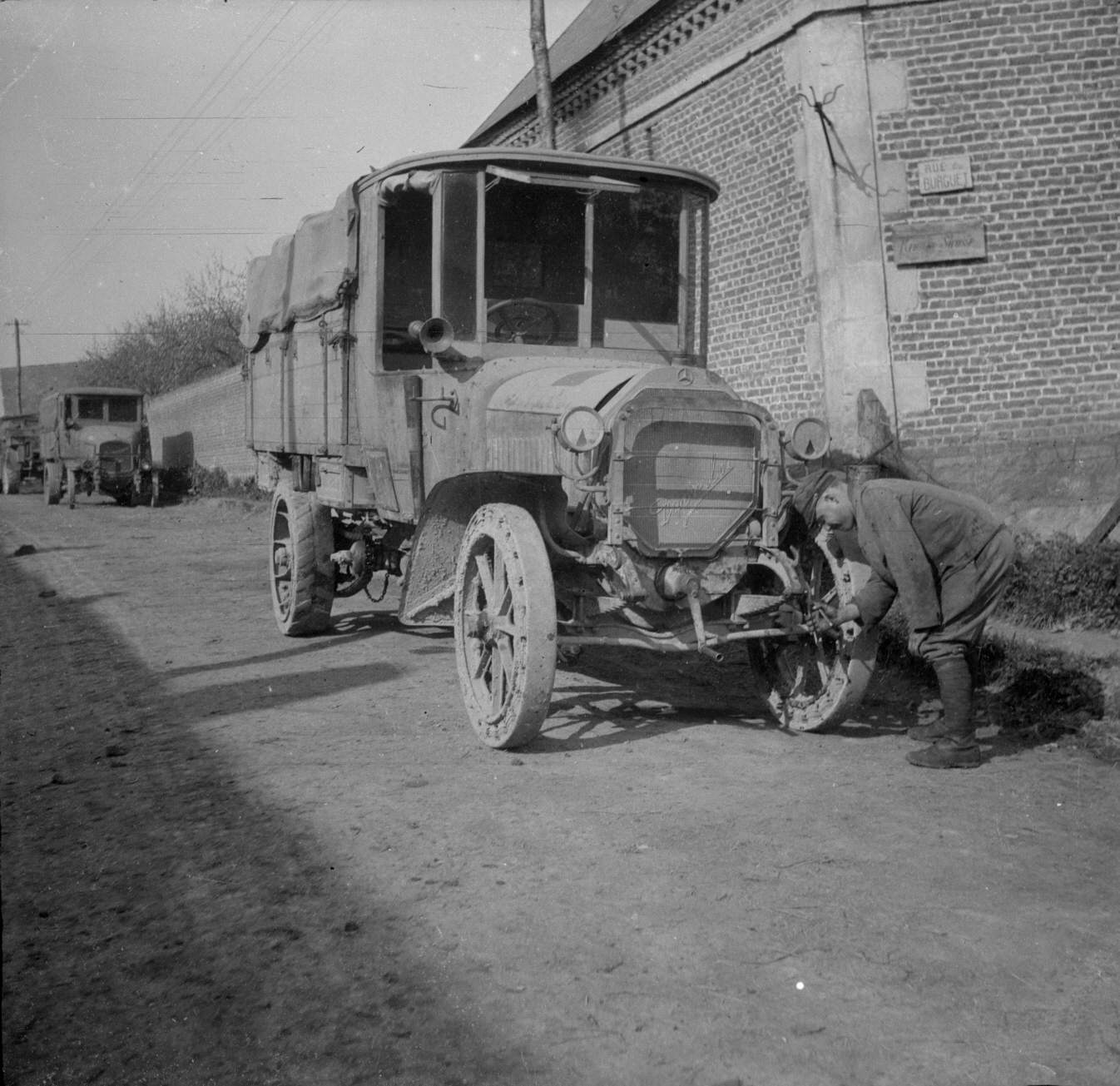
Typischer Subventions-Lkw von Daimler (1918)

Die Heeresführung war am Ende des Jahres 1914 mit der Anzahl vorhandener Lkw aber immer noch nicht zufrieden, obwohl im Deutschen Reich insgesamt schon 9.739 Lkw zur Verfügung standen – Frankreich hatte nur rund 6.000 Fahrzeuge.
Während des Ersten Weltkriegs wurden von Deutz mit damals 3.400 Beschäftigten auch Lkw mit fünf Tonnen Nutzlast nach Plänen von Josef Volmer und Subventions-Lkw sowie der „Deutzer Trekker“ als Artilleriezugmaschine gebaut. Die Feldküchen von Magirus waren qualitativ so gut, dass das Unternehmen auf Drängen der Heeresleitung den Auftrag bekam, zusätzlich auch Lkw zu entwickeln. Dementsprechend baute Magirus ab 1916 bis zum Kriegsende bzw. zum ersten Nachkriegsjahr 1.015 Lkw. Hansa Automobile in Varel und NAMAG (Lloyd) in Bremen fusionieren 1914 zu Hansa-Lloyd, um Schnelllastwagen zu bauen.
Zwischen 1900 und 1914 hatten sich 60 Nutzfahrzeugproduzenten mit dem Bau von Lkw beschäftigt. Goodyear bot in den USA 1916 Lkw-Reifen mit Cord-Karkasse an. Daimler (DMG) baute Sanitäts-Lkw, mit denen die Verwundeten im Krieg aus dem Kampfgebiet gebracht werden konnten, und im Auftrag von Krupp wurden insgesamt 1130 besonders robuste, geländetaugliche, allradangetriebene schwere Artilleriezugmaschinen mit 100 PS und 15 Tonnen Gesamtgewicht gebaut.
Bedingt durch den Krieg kam nun in allen Lkw eine Frontverglasung als Windschutzscheibe zum Einsatz; auf Seitenscheiben wurde allerdings weiterhin noch weitgehend verzichtet. Vor allem der Straßenstaub von vorausfahrenden Lkw bei Kolonnenfahrten machte den Kraftfahrern erheblich zu schaffen. So wurde die Möglichkeit geschaffen, bei schlechtem Wetter die seitlichen Öffnungen mit Zelluloidscheiben zu versehen oder mit Vorhängen zu verschließen. Der Fahrerplatz wanderte nach links.
Wegen der großen Stückzahlen der vom Heer verlangten Drei- und Viertonner gingen die Fabriken zunehmend zur Großserienproduktion und zu austauschbaren Nutzfahrzeugteilen über. Somit konnten auch Reparaturen schneller und kostengünstiger durchgeführt werden. Für die Rationalisierung der Produktion sorgten das „Königlich Preußische Fabrikationsbüro“ in Berlin-Spandau sowie die „Verkehrstechnische Prüfungs-Kommission der Feldkraftwagen-AG“ („Feldag“), die vom Heer eingerichtet wurden. Eine Unterabteilung war die „Normalien-Kommission“ die (dauerhaft ab 1916) für die Massenanfertigung sowie die Vereinheitlichung der Nutzfahrzeug-Bauteile (zum Beispiel Getriebe, Radgrößen, Ketten, Ventile, Schrauben und Zündkerzen) sowie für die einheitliche Bezeichnung der Kfz-Teile sorgte.
Die Nutzfahrzeugbetriebe konnten im Krieg nur unter Schwierigkeiten produzieren, denn durch das Abschneiden vom internationalen Markt fehlte es an Material. Die „Zahnradfabrik Friedrichshafen“ hatte 1915 unter dem Namen „von Soden“ mit der Herstellung von Zahnrädern und Getrieben angefangen, vor allem für Luftschiffe. In den Lkw-Fabriken wurden mangels Facharbeitern bzw. Personals verstärkt Frauen und Kinder zur Produktion eingesetzt. Während der Kriegsjahre fertigte die Nutzfahrzeugindustrie mehr als 40.000 Kraftfahrzeuge, die unter Umständen die Bezeichnung Lkw verdienten. Insgesamt wurden während des Krieges ca. 40 Nutzfahrzeug-Produzenten für die Rüstungsproduktion eingesetzt. Viele Lkw- und Nutzfahrzeug-Unternehmen verdanken dem Ersten Weltkrieg also ihre Entstehung. So lag die Zahl der Nutzfahrzeug-Produzenten 1918 bei ca. 115. Der Erste Weltkrieg wurde so zu einer Lkw- bzw. Nutzfahrzeug-Materialschlacht, und die mit Eisen ummantelten Lkw-Panzerungen der Alliierten (sogenannte Tanks) waren mitentscheidend für das Ende des Krieges, der am 11. November 1918 mit der Unterzeichnung des Waffenstillstands endete.
Am Ende des Krieges kam die Lkw-Produktion teilweise zum Erliegen, weil es an wichtigem Material wie Eisen, Benzin und Reifen mangelte. In den Fabrikhallen der Nutzfahrzeugindustrie standen tausende von Lkw noch auf Holzböcken, an denen nur noch die Räder und viele wichtige Kleinigkeiten fehlten. Am Ende des Krieges hatte die deutsche Armee ca. 25.000 Lkw zur Verfügung, von denen rund 5.000 Lkw als „Reparationen“ an die Alliierten übergeben werden sollten. Die Nutzfahrzeugfabriken in Ansbach und Nürnberg schlossen sich 1918 unter dem Namen Faun zusammen. Faun Nürnberg stellte schon 1918 sehr moderne 2-Tonnen-Kommunal-Kraftfahrzeuge mit Benzin-Elektro-Antrieb her. Außerdem wurden diese Lkw auch als Elektro-Nutzfahrzeuge mit Radnabenmotor hergestellt, die sowohl Vorder- als auch Hinterrad-Antrieb hatten.

## Die Entwicklungs- und Aufbauphase

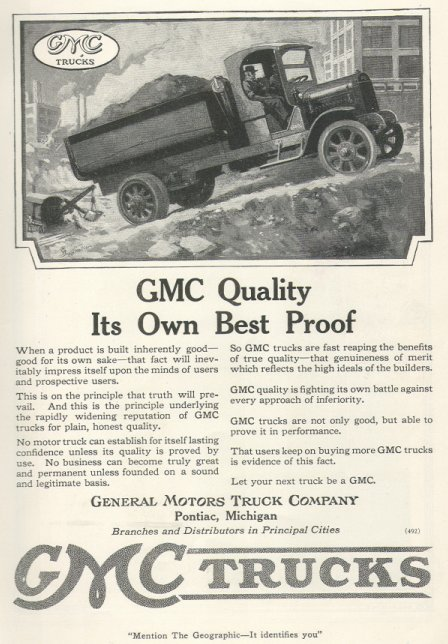
Lkw-Werbung anno 1919

Die Industrieproduktion lag nach dem Ersten Weltkrieg am Boden, unter anderem weil Maschinen und Fabrikationsanlagen von den Siegermächten demontiert oder unbrauchbar gemacht wurden, sodass die Wirtschaft auf 38 % des Volumens von 1913 gesunken war. Noch brauchbare Lkw wurden aus den Kriegsgebieten zurückgeführt, während in Bau befindliche Lkw mangels Material oft nicht fertiggestellt werden konnten. Die auf Halde stehenden, teils halbfertigen Nutzfahrzeugen wurden dem Reichsverwertungsamt (Vaubil) unterstellt, das den Export organisierte. Nutzfahrzeugwerke mussten ihre überschüssigen Lkw zum Teil weit unter Preis verkaufen. Viele Subventions-Lkw wurden im Auftrag des Reichsverwertungsamtes von Karosserie- und Metallbau-Unternehmen zu Kommunalfahrzeugen umgerüstet, die dann billig an Kommunen im Deutschen Reich verteilt wurden.
In der Zwischenkriegszeit konsolidierte sich der Nutzfahrzeugmarkt in Europa: Analog zum Pkw-Bereich verschwanden viele kleine Hersteller vom Markt, während andere sich erfolgreicher in Vertriebskartellen organisierten, um den Materialeinkauf sowie den Verkauf unter anderem von Restbeständen, die Wartung und die Werbung zu vereinheitlichen. So wurde 1919 die „Gemeinschaft Deutscher Automobilfabriken“ (GDA) gegründet, zu der die Unternehmen Hansa-Lloyd, Brennabor und NAG gehörten. Kurz darauf folgten die Unternehmen Dux, Magirus, Presto und Vomag, die den Deutschen Automobil-Konzern (DAK) gründeten. Die nicht den Kartellen angeschlossenen Werke waren entweder schon so groß oder hatten so viele Niederlassungen, dass sie alleine überleben konnten, oder hatten gewisse Nischenprodukte, von denen sie lebten, oder sie mussten fusionieren, verkaufen oder schließen. Vielen noch vorhandene Nutzfahrzeughersteller begannen in den 20er Jahren, an ihren Erzeugnissen Unternehmenslogo, Wappen und Kühlerfiguren anzubringen, um sich deutlicher voneinander zu unterscheiden.
- Der Lkw-Produzent FBW in der Schweiz baute 1919 seinen ersten Lkw.
- Eine Novelle des Kraftfahrgesetzes beschränkte 1919 das Gesamtgewicht für 2-Achser auf 9 Tonnen.
- 1920 wurde die Benzinrationierung aufgehoben.
- Bei den Nutzfahrzeugherstellern und Lkw-Produzenten setzten immer mehr Spezialisierungen ein, und man versuchte, es jedem Kunden rechtzumachen.
- Die Wagen- bzw. Karosseriebauer und Stellmacher waren immer noch unersetzlich, das heißt, es wurde vieles noch in Handarbeit angefertigt. Serienfertigung beschränkte sich auf den Motor und wesentliche Teile der Fahrgestelle.
- Bis auf wenige Ausnahmen wurden für den Antrieb noch Kettengetriebe verwendet.
- Bei vielen Motoren wurden abnehmbare Zylinderköpfe eingebaut.
- Getriebe- und Hinterrad-Backenbremsen waren Standard, Anhänger hatten noch Bremserhäuschen.
- Die Fahrzeugfabriken Nürnberg und Ansbach wurden 1920 endgültig in Faun umbenannt, nachdem sie 1918 fusioniert waren.
- 1920 übernahm die Flugzeug-Motorenfabrik Argus Motoren Gesellschaft die Horch Werke (2200 Beschäftigte), wo es schon ab 1907 eine Zusammenarbeit im Motorenbau gab. Der Lkw-Bau von Horch wurde 1923 eingestellt.
- Ab 1920 wurden bei den meisten Lkw und Omnibussen Sechszylindermotoren eingesetzt
- Fulda Reifen hatte beim Vollgummireifen zum ersten Mal mit tiefen „Profil“-Einschnitten versehen.
- Höhere Traglasten der Lkw-Luftreifen durch den „Cordreifen“ wurden jetzt möglich gemacht, die aber erst 1928 bei allen Lkw eingesetzt wurden.

### Erste Inflationszeit
Die Mark verlor an Wert, und die Nutzfahrzeugindustrie war angeschlagen. Exporte von Lkw waren durch die hohen Einfuhrzölle der europäischen Staaten fast zum Erliegen gekommen. Nur mit den Niederlanden und der Sowjetunion gab es im Nutzfahrzeugbereich noch lohnende wirtschaftliche Beziehungen. Durch die von den Siegermächten einseitig erzwungene Meistbegünstigungsklausel für ausländische Unternehmen hatten sich ab 1921 vor allem Unternehmen aus den USA in der deutschen Nutzfahrzeugindustrie beteiligt oder den deutschen Lkw-Produzenten günstige Kredite gegeben. Außerdem hatten die USA damals angefangen, leichte Lkw ins Deutsche Reich zu exportieren.
Die Regierung führte eine Kraftfahrzeugsteuer im Deutschen Reich ein.
Der Lkw-Produzent Büssing, der schon ab 1910 einen Sattelzug baute, ließ sich 1922 einen Sattelschlepper mit einem aufliegenden Anhänger (Auflieger) patentieren. Der erste richtige bekannte Sattelzug wurde von 1922 bis 1927 als „Oekonom-Großflächenwagen“ mit einem speziellen Sattelkupplungssystem gebaut. Das patentierte Kupplungssystem von Thilo Kipping durfte ab 1924 der Lkw- und Waggonbau-Produzent Wumag bei den Sattelzügen für 10 Tonnen Nutzlast einbauen. Schon 1898 wurde vom Engländer John I. Thornycroft ein Vier-Tonnen-Frontlenker-Sattelzug mit liegendem Dampfmotor unter der Sattelkupplung gebaut. Auch Benz, NAG, Krupp und die Waggonfabrik Fuchs fingen damals an, Sattelzüge für sechs bis zehn Tonnen Nutzlast zu bauen.
Der Lkw von Hansa-Lloyd erreichte 1921 mit Luftreifen bis zu 50 km/h. ZF hatte 1921 ein Getriebe gebaut, mit dem nur durch Treten der Kupplung ein vorgewählter Gang geschaltet werden konnte. Getriebeschalten und -kuppeln war derzeit eine sehr schwere Arbeit bzw. Kraftanstrengung, ähnlich wie das Lenken der Lkw.
1921 hatten die Gothaer-Waggon-Fabrik (GWF) und Dixi fusioniert in „Die Gothas“. Steyr in Österreich baute ab 1922 auch Lkw, und im selben Jahr wurde die erste Tankstelle im Deutschen Reich (am Raschplatz in Hannover) von dem Mineralölunternehmen OLEX eröffnet. Die Nutzfahrzeugindustrie hatte enorme Schwierigkeiten, sich ihre Erzeugnisse in Goldmark bezahlen zu lassen, weil das Geld am anderen Tag nichts mehr wert war, denn 1 Dollar kostete 1923 etwa 4 Billionen Mark. Am 16. November 1923 wurde die Stabilisierung der Währung durch die Einführung der Rentenmark ermöglicht. Die Nutzfahrzeugindustrie konnte nun wieder ihre Fahrzeuge für den Geldwert produzieren und verkaufen.

### Technischer Fortschritt
Durch die Einführung der Vierrad-Druckluftbremse von Knorr (1923) konnte sich der Nutzfahrzeugbau für schwere Lkw besser entwickeln. Durch dieses Knorr-Patent einer „Druckluft Bremsanlage für Kraftfahrzeuge“ von 1922 konnten nun erstmals Lkw an allen vier Rädern gleichzeitig gebremst werden und auch den Anhänger verzögern.

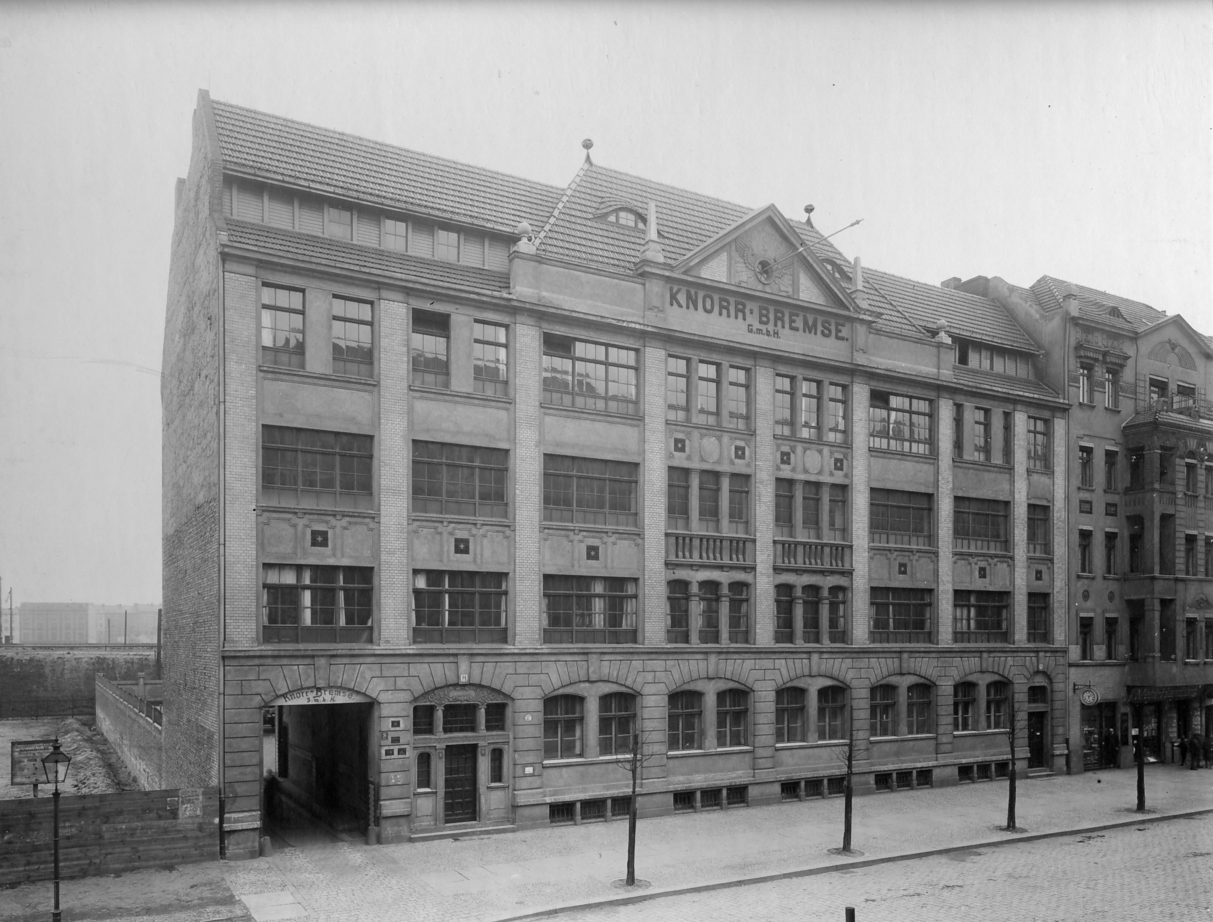
Knorr-Bremsen-Fabrik um 1908

Kenworth (USA) baute ab 1923 nun auch Lkw. Krupp in Essen (ab 1919 Lkw-Produzent) baute eine Sattelzugmaschine Typ L 5 s mit einem Sattelauflieger für zwei 4200 Liter Milchtanks. Kässbohrer baute seinen ersten Kipper und 1923 einen speziellen Anhänger für Langholztransporte und Büssing brachte den ersten „Universalkipper“ auf den Markt, der per Hydraulik kippen konnte, den dann Franz Xaver Meiller 1925 verbesserte als die hydraulische Errungenschaft des Dreiseitenkippers. Das Unternehmen Horch ließ seine LKW-Abteilung auslaufen, weil es sich unter anderem wegen geringer Stückzahl nicht lohnte.
Ein spezielles Verfahren für ein mit Holzgas betriebenes Kraftfahrzeug mit Holzgasgenerator wurde von Georg Imbert zur praktischen Nutzung im Lkw-Bereich ab 1923 entwickelt. Die erste Anlage wurde in einen Opel eingebaut. Büssing baute ab 1923 einen großen Dreiachser-Lkw zur besseren Achsverteilung für schwere Lasten, und DAAG brachte den ersten modernen 2-Tonnen-Schnelllastwagen mit Luftbereifung. Die ersten, schnelllaufenden Dieselmotoren („Ölmotoren“) wurden 1923 von MAN (Direkteinspritzung), Benz & Cie. (Vorkammer) und Daimler (DMG) (Drucklufteinblasung) im alltäglichen Einsatz erprobt. Auf der IAA 1924 wurden in Berlin diese drei ersten Diesel-Lkw der Öffentlichkeit vorgestellt. Der Verbrauch der Dieselmotoren konnte gegenüber dem Benzinmotor um 25 % gesenkt werden. Benz baute als erster ein Niederrahmen-Fahrgestell für Lkw, der auch mit einem Omnibus-Aufbau gebaut wurde. Die hochbeinig wirkenden Lkw-Fahrgestelle wurden für Omnibusse durch gekröpfte tiefliegende Fahrgestellrahmen ersetzt. Diese Niederflur-Omnibusse hatten einen niedrigen Einstieg und boten zum Beispiel beim Doppeldecker eine größere Innenhöhe. Das Tiefrahmenchassis setzte sich jetzt beim Omnibusbau durch. Durch den niedrigen Schwerpunkt war nun ein schaukelarmes Fahren möglich, was auch der Fahrdynamik zugutekam und somit höhere Geschwindigkeiten ermöglichte. Kässbohrer wusste daraus seinen Nutzen im Omnibusbau zu ziehen und vergab an Magirus, MAN, Benz, Daimler, NAG und Vomag etliche Aufträge, Fahrgestelle zu liefern. Scania brachte seinen ersten schweren Dreiachs-Lkw auf den Markt. Die Mittelstreifen auf den Straßen wurden 1925 im Deutschen Reich eingeführt. Die Lkw bekamen die ersten Zeit-Weg-Schreiber (Tachograph) und eine Hupe. Spiegel, elektrische Scheibenwischer, Zweifaden-Glühbirne für Fern- und Abblendlicht und Seitenscheiben wurden zum normalen Bestandteil. Einige leichte Lkw konnten über 30 km/h schnell fahren und hatten auch schon normale Luftreifen. Durch die 1925 erlassene Erlaubnis, dass beim Dreiachs-Lkw bis zu 15 Tonnen Gesamtgewicht mit Luftbereifung zugelassen werden konnten, baute Büssing seine Dreiachser mit zusammen mit Continental entwickelten Riesenluftreifen. NAG baute einen Zehn-Tonnen-Kraftschlepper (Sattelzugmaschine) mit 70 PS, der zwei aufsattelbare Anhänger ziehen konnte. Die Kupplungstechnik war ein Patent von Thilo Kipping aus Pirna (Oekonom-Lastzüge), sodass deswegen ein aufwendiger Prozess begann. Vomag baute seinen „P 45“-Hauben-Lkw als Dreiachser mit Nachlauf- oder Schleppachse und 7,1 t Nutzlast, der auch als Bus angeboten wurde, wobei die dritte Achse eine Lenkungskinematik hatte, die von der Vorderachse beeinflusst wurde. Vorher wurde 1923 dieser Lkw-Typ als Zweiachser mit einem Halbfahrerhaus gebaut, wobei die Fahrerkabine sich neben der langen Motorhaube befand. Durch die Erfindung der Auflaufbremse und der Druckluftbremse konnte beim Anhängerbau auf das Bremserhäuschen verzichtet werden. Von Henschel in Kassel wurde ein erster Lkw nach FBW-Lizenz gebaut, und Borgward baute seinen ersten dreiräderigen Kleinlaster „Blitzkarren“. Henschel baute einen 5-t-Lkw- und -Omnibus-Typ „Rex“ mit Trockenplattenkupplung, regulierbarer Motorbremse und Kardanantrieb. Die Fabrik Hercules (250 Beschäftigte) stellte die 1905 begonnene Abteilung Lkw-Bau ein. Ebenfalls musste die Heinrich Ehrhardt AG den 1904 begonnenen Lkw-Bau einstellen.

### Der kleine Aufschwung
Ein verstärkter Konkurrenzkampf in der Nutzfahrzeugindustrie hatte die Produzenten dazu gezwungen, entweder zu fusionieren oder aufzugeben. 1926 fusionierten Benz und Daimler zu Daimler-Benz, und Opel erwarb die Beckmann-Werke in Breslau sowie die Elite-Werke in Brand-Erbisdorf. Aufgrund der schwierigen Wirtschaftslage musste Faun einen Zwangsvergleich schließen und wurde umstrukturiert. Der Fabrikteil in Ansbach trennte sich wieder von Faun. Ab 17. Juni 1926 gab es im Deutschen Reich eine einheitliche Reichs-Straßenverkehrsordnung. Die täglich üblichen Entfernungen des Schwerverkehrs betrugen seinerzeit noch bis zu 35 Kilometer. Ford startet 1926 im Deutschen Reich mit der Produktion des T-Modells als leichter Transporter. Das Einkaufs- und Verkaufskartell des Deutschen Automobilkonzerns (DAK) von 1919 löste sich 1926 auf. Die Zahnrad-Fabrik (ZF) stellte im selben Jahr auf der IAA ihr Einheitsgetriebe für Lkw vor, wobei fünf verschiedene Getriebe-Typen für Lkw im Angebot waren. Die bisher gebauten Getriebe waren mit ihren sägenden, singenden bzw. mahlenden Geräuschen viel zu laut. ZF baute deswegen 1929 das „Aphon“-Getriebe („ohne Ton“). „Aphon“ Dux und Presto Lkw- und Automobilwerke fusionierten zu den Dux-Presto-Werken. Das Unternehmen Tatra in Mähren (Tschechien) baute seinen ersten Allrad-Lkw mit einem Zentralrohrrahmen als Frontlenker, den Typ T 24 mit 65 PS und 6 t Nutzlast. NAG hatte 1927 die Protos- und Dux-Presto-Werke übernommen, und ab 1. September desselben Jahres gab es einheitliche Verkehrszeichen im Deutschen Reich. MAN schaffte es, den Verbrauch bei Dieselmotoren um 10 % zu senken, sodass im Vergleich zum Benzinmotor jetzt 35 % weniger Kraftstoff verbraucht wurde. Durch die verbesserte Einspritzpumpe von Bosch wurde jetzt die Entwicklung für den Dieselmotor vorangetrieben. Rockinger entwickelt eine „Sicherheitskupplung für Lastwagenzüge“, die erste richtige und auch automatisch schließende Anhängerkupplung.
Nach dem Gesetz konnten 1927 die Zweiachs-Lkw jetzt 12 Tonnen und Dreiachser 19 Tonnen Gesamtgewicht haben. Bei Mannesmann-MULAG wurden 1927 erhebliche Verluste mit einem nicht ausgereiften Motor gemacht, und es gab viele Reklamationen. Die Familie Mannesmann verkaufte kurzentschlossen Immobilien und Maschinen sowie die Patente 1928 an Büssing, der daraus einen Zulieferbetrieb machte. Siemens-Halske wurde in Siemens-Schuckertwerke umbenannt und begannen wieder mit dem Elektro-Lkw-Bau. Im Jahr 1928 bestanden noch 67 % der Hauptstraßen im Deutschen Reich aus Schotter. Die Hanomag- und Tempo-Werke hatten ab 1928 angefangen, einen Klein-Laster unter einer Tonne Nutzlast zu bauen. Der Autokonzern Ford (USA) hatte ebenfalls 1928 in Berlin begonnen, einen leichten Lkw vom Typ AA zu bauen. Der Wagenbauer Schmitz in Altenberge baute seinen ersten mit Vollgummi bereiften Anhänger. Kässbohrer entwickelte und baute den Kugeldrehkranz, der sehr wichtig für den Anhängerbau wurde. Volvo in Schweden baute seinen ersten Lkw.

### Große Weltwirtschaftskrise
Kaum ging es mit der Nutzfahrzeugindustrie wieder etwas aufwärts, kollabierte am 25. Oktober 1929 (sog. „Schwarzer Freitag“, Auslöser war am Vortag in New York der Schwarzer Donnerstag) die Börse auch in Deutschland. Durch die vielen Kredite und Beteiligungen der USA in Europa bzw. im Deutschen Reich hatte die Weltwirtschaftskrise auch bei den Nutzfahrzeug-Produzenten sehr großen Einfluss. So standen unter anderem DAAG 1929, MAN 1932 und Magirus 1934 vor dem „Aus“. Das Unternehmen DAAG wurde von Krupp übernommen, MAN konnte sich nur mit Unterstützung der Gutehoffnungshütte retten und eigenständig bleiben. General Motors stieg zu 80 % bei Opel ein. Das Unternehmen Dixi, das zu „Die Gothas“ (GWF) gehörte, wurde 1929 an BMW verkauft und stellte im selben Jahr endgültig die Lkw-Fertigung ein. Auch einer der ältesten Nutzfahrzeugbauer, das Unternehmen Dürkopp in Bielefeld, das mit Industriemaschinen sein Geld verdiente, stellte 1929 den Lkw-Bau ein, der seit 1919 fast nur Verluste eingebracht hatte. Das Verkaufskartell „GDA“, das ab 1919 bestanden hatte, wurde aufgelöst. Der Hersteller Brennabor, der dazugehörte, geriet unter anderem deswegen mit 7500 Beschäftigten in eine finanzielle Schieflage, sodass die Produktion 1932 ein halbes Jahr ruhte und das Unternehmen sich nach und nach auflöste. Die Beschäftigten konnten zum großen Teil bei dem neuen und sehr modernen Opel-Werk anfangen, welches ganz in der Nähe ansässig wurde. Die Adlerwerke in Frankfurt gaben die Lkw-Abteilung nach 20 Jahren wegen finanzieller Probleme auf.
Die IAA in Berlin musste abgesagt werden, weil die zu dieser Zeit 29 deutschen Nutzfahrzeug-Produzenten nicht das Geld hatten, die IAA auszurichten. Nur die 3 amerikanischen aktiven Nutzfahrzeughersteller, die es damals im Deutschen Reich gab, hätten sich diese Ausstellung leisten können. Bei finanziell nicht mehr gut gehenden Nutzfahrzeugproduzenten gab es vielerlei Gründe für ihre schlechte Situation. Die zu dünne Kapitaldecke, die fremden Geldgeschäfte über die USA-Börse, das große bzw. sehr vielseitige Nutzfahrzeugprogramm, also unbedingt alle Typen sowie spezielle Aufbauten aufrechterhalten zu wollen, und zuletzt die erheblichen Entwicklungskosten von Innovationen im Nutzfahrzeugsektor bedeuteten für einige Produzenten das „Aus“. Somit konnte sich bis 1939 nur noch die Hälfte der derzeit deutschen Nutzfahrzeugproduzenten ein Überleben durch eine Fusion oder Aufkauf sichern.
Im Deutschen Reich gab es zu dieser Zeit schon insgesamt rund 200 Lkw mit Dieselmotor. Ende der zwanziger Jahre wurde von vielen Produzenten die Motorleistung der Lkw verbessert und auch durch Luftbereifung die Transportgeschwindigkeit erhöht, wodurch die Wirtschaftlichkeit des Nutzfahrzeugs als Transportmittel gesteigert wurde.
Daimler-Benz baute ab 1928 einen Lkw als Dreiachser, wobei 2 Achsen angetrieben wurden. Zudem gab es bei diesem Hersteller auch den Dreiachser mit Niedrigrahmen bis 8,5 t Nutzlast für Omnibusse und Lkw.
Magirus baute ab 1928 auf Kundenwunsch Dieselmotoren – in diesem Fall von Deutz – in seine Lkw ein. Renault folgte 1929 mit eigenen Motoren, Fiat 1930, wobei Leyland und Berliet 1931, Büssing 1932 und Mack erst 1938 so weit waren, Diesel-Motoren einzubauen. Büssing vereinigte sich mit der AEG-Tochter NAG, die in finanziellen Schwierigkeiten geraten war, zu Büssing-NAG, und ebenfalls wurde 1930 Komnick in Elbing übernommen, wo ab 1913 der Nutzfahrzeugbau aufgenommen worden war. Auch Nacke aus Coswig musste aus finanziellen Schwierigkeiten 1931 als einer der ältesten Nutzfahrzeug-Produzenten (ab 1900) den Lkw-Bau aufgeben. Der Omnibusbau von Daimler-Benz führte 1930 den Stahlgerippebau ein, und das schwere Flaggschiff vom Lkw-Typ „L 10.000“ mit 150 PS wurde gebaut. Dieser Lkw konnte damals die enorm hohe Geschwindigkeit von 75 km/h fahren (ohne Anhänger) und hatte schon eine servounterstützte Knorr-Druckluftbremse eingebaut bekommen. Es wurden davon 1930 bis 1938 insgesamt 481 Exemplare gebaut. Im Gegensatz dazu wurden vom selben Daimler-Benz-Typ als Zweiachser mit 8,5 t Nutzlast bis 1939 insgesamt 1545 Stück gebaut. Henschel baute einen Dreiachser-Lkw mit zwei Sechszylinder-Motoren und 250 PS, wobei ein besonderer Rahmen erstmals frei schwingende Achsen zuließ.
Für die Nutzfahrzeugindustrie war es eine schwere Zeit, und die Bevölkerung mit ihren ca. 6 Mill. Arbeitslosen litt aufgrund der Weltwirtschaftskrise große Not. Die Regierung arbeitete mit Notverordnungen, und die Zulassung von Lkw wurde mit einer begrenzten Anzahl von Transportgenehmigungen verbunden, um die Reichsbahn zu schützen. In der Zeit liefen 80 % aller Lkw im Werkverkehr. Die ersten Sechs-Rad-Fernlastkraftwagen waren zu sehen, und die Fahrerhäuser der Lkw-Produzenten waren aus Holz und mit Blech beplankt. Die Heizung bestand meist aus einem Karbid-Ofen. Der Lkw-Produzent Henschel aus Kassel hatte sogar schon 1929 ein serienmäßiges Schlafbett in der Kajüte für zwei Fahrer herausgebracht, das auch noch patentiert wurde. Das Lenken, Kuppeln und Bremsen waren reine Schwerstarbeit, und die Erschütterungen von den Straßen wurden direkt an den Fahrer weitergegeben. Der Kraftfahrer musste immer noch ohne gefederten Sitz auskommen, und die Lautstärke im Fahrerhaus war hoch, aber die Lkw hatten jetzt wenigstens Luftreifen, bekamen jetzt eine Stoßstange und hatten vorne Peilstäbe. Opel ging zu 100 % an General Motors (GM) in den USA.

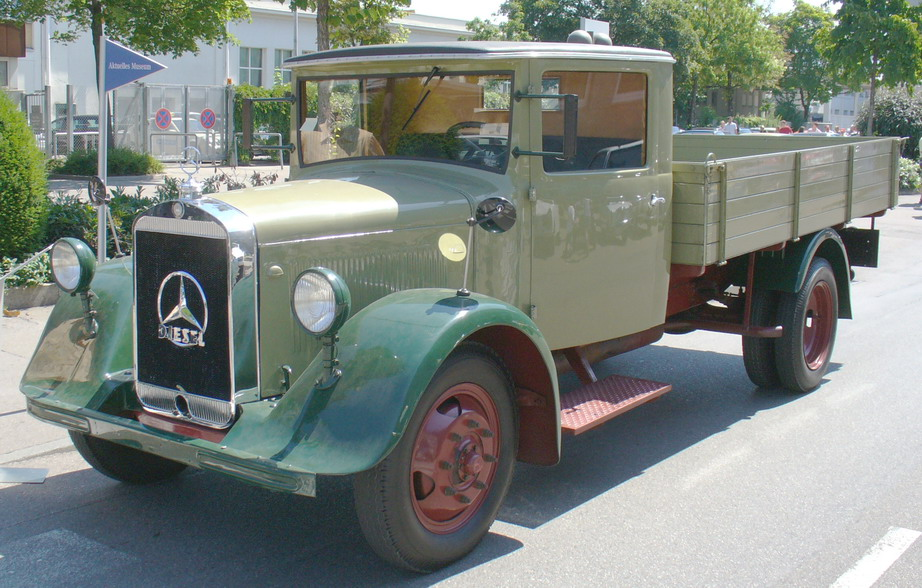
Mercedes-Lkw Lo 2000 von 1932–1938

Daimler-Benz fing an, den später sehr bekannten Schnell-Lastwagen Lo 2000 mit 2 t Nutzlast, (55 PS, 65 km/h) zu bauen, von dem bis 1938 insgesamt 13.000 Stück hergestellt wurden. Vomag bekam 1932 wirtschaftliche Schwierigkeiten und musste sich mit 1200 Mitarbeitern für einige Zeit unter Betriebsaufsicht stellen. Der Pkw- und Lkw-Produzent Carl F. W. Borgward übernahm 1932 die Hansa-Lloyd-Werke. Büssing realisierte in dem Jahr einen Niederrahmen-Omnibus mit 320 PS (zwei Motoren à 160 PS), der 115 km/h fahren konnte und als „Langer Sachse“ und als stärkster und schnellster Omnibus der Welt bekannt wurde. Lkw mit Vollgummireifen durften ab 1932 nur noch 8 km/h fahren.
Das spezielle Verfahren bzw. die Generatortechnik für den Holzgas Motor-Antrieb verbesserte Georg Imbert zur praktischen Nutzung für den Lkw bis 1930, und dies wurde somit zu einer halbwegs zuverlässigen, aber nur wenig wirtschaftlichen Anlage. 1931 erwarb Johannes Linneborn von Imbert die Lizenzen für den „Imbert-Generator“ in Europa und 1934 für die ganze Welt. Paul Arendt entwickelte und baute zusammen mit dem Lkw-Produzenten Hanomag aus Hannover einen Frontlenker-Lkw mit einem Unterflurmotor. Paul Arendt als Urvater des Unterflur-Motors hatte schon 1930 mit der Entwicklung angefangen, um einen Motor außerhalb vom Fahrerhaus unterzubringen. Gemeinsam mit dem Unternehmen Körting in Hannover hatte er den 6-Zylinder-Unterflur-Motor vom Typ „FD“ konstruiert. Bei Büssing konnte er sein Motorkonzept nicht verwirklichen, aber mit Hilfe von Hanomag wurde der erste große Unterflur-Lastkraftwagen Typ HL 3,0 gebaut und auf der IAA 1933 in Berlin der Öffentlichkeit präsentiert. Kenworth (USA) baute einen Lkw mit einer Schlafkabine und bot dies als einen besonderen Komfort an.

### Drittes Reich
Im Jahr 1933 wurde eine „Imbert-Generatoren-Gesellschaft“ von insgesamt 14 Nutzfahrzeugproduzenten und anderen im Kraftfahrwesen interessierten Unternehmen gegründet, um wegen der voraussichtlich kommenden Knappheit flüssiger Kraftstoffe für „Wirtschaftsfahrzeuge“ zu reagieren und den Generatorantrieb gemeinsam weiterzuentwickeln und umzubauen.
Das Straßenbau-Programm der Nationalsozialisten war ab dem 1. September angelaufen, und die Autobahnen wurden gebaut. Daimler-Benz baute im Februar 1933 einen Sattelschlepper, der genau zum Anfang im Wirtschaftsaufschwung unter anderem des Nutzfahrzeugsbereichs hergestellt wurde. Die großen Lkw-Motoren hatten nun 150 PS, die auf Grund des Autobahnbaus auch so stark benötigt wurden. Ein besonderer Omnibus wurde von den Kässbohrer Fahrzeugwerken als Omnibus-Auflieger für 170 Personen gebaut. Die Zugmaschine stammte von Daimler-Benz. Die Sattelzüge durften derzeit nur Steigungen bis zu 7 % befahren und wurden ab 1935 mit einer besonderen Steuer belegt. Ab 1939 wurde der Sattelzugbau ganz untersagt.
Erste Versuche mit der Einbeziehung des Motors in das Lkw-Führerhaus wurden von Daimler-Benz, FAUN, Krupp und Vomag vorgenommen. Beim Lkw-Produzent Magirus übernahmen 1934 die Banken den Betrieb. F. X. Kögel begann ab 1934 in Ulm mit der Herstellung von Nutzfahrzeugen bzw. den Auflieger- und Anhängerbau. ZF entwickelte 1934 das „Allsynchron“-Getriebe, wobei das Zwischengasgeben wegfallen konnte. Am 27. Februar 1934 wurde die „WIGRUFA“ – Wirtschaftsgruppe Fahrzeugindustrie – per Gesetz eingerichtet. Es wurden sämtliche Hersteller vom bzw. im Fahrzeugbau erfasst, und diese mussten Mitglied in der WIGRUFA sein. Nach der Reichstraßenverkehrsordnung von 1934 konnte der Lkw mit zwei Achsen nun 16 Tonnen und ein Dreiachser ein Gesamtgewicht von 24 Tonnen wiegen, und Lkw und Busse durften auf Autobahnen bis zu 70 km/h fahren.
Mit dem „Gesetz über den Güterverkehr mit Kraftfahrzeugen“ (GFG) von 1935 waren 9000 Unternehmer mit 15.200 registrierten Fernverkehr-Lkw im Deutschen Reich vorhanden, wovon 8.200 Lkw für den eventuellen Krieg ausgesucht wurden. Diese Lkw wurden mit einem Namen und einer Nummer versehen, was auch noch bis 1990 in Deutschland so gehandhabt wurde. Daimler-Benz baute bis 1935 insg. 10.000 Diesel-Lkw. Scania baute einen Frontlenker-Lkw (nur für Schweden) mit 4,5 t Nutzlast. Kaelble begann mit Sattelschleppern und Kipper Lkw. Der Pkw-Produzent Toyota (Japan) fing an, auch Lkw zu bauen. Knorr entwickelte das Anhänger-Steuerventil und schuf auch bessere Dosierung der Pedalkräfte beim Bremsen. Durch das schnell erweiterte Autobahnnetz wurden von dem Omnibus-Produzenten wie zum Beispiel Daimler-Benz, Büssing-NAG, MAN, Henschel und Vomag extravagant aussehende Stromlinien-Busse gebaut. Der bekannteste Stromlinien-Pkw bzw. -Nutzfahrzeugbauer war Rumpler, der schon 1930 einen futuristischen Stromlinien-Dreiachs-Lkw mit „Vornantrieb“ und 150 PS baute, der 100 km/h fuhr. Der Name: „Frontantrieb“ war derzeit ein Patent-Name von DKW gewesen. Henschel richtete für die Konstruktion des vom Heereswaffenamt (HWA) Einheits-Lastwagen mit Dieselmotor in Berlin ein Entwicklungsbüro ein, woran sich die Unternehmen MAN und Hansa-Lloyd beteiligten. Dieser gemeinsame 2,5 t-Dreiachs-Lkw-Typ wurde von 1938 bis 1940 1500-mal gebaut. Als erster baute Henschel einen Achtzylinder-175 PS-Dieselmotor in den 8,5-t-Dreiachs-Lkw ein.
Magirus und Humboldt-Deutz fusionierten 1936. 1938 wurde aus Humboldt-Deutz Klöckner-Humboldt-Deutz (KHD). Die Fahrzeuge dieses Unternehmens hießen bis 1940 Magirus und von 1940 bis 1949 Klöckner-Deutz, danach wurde die Marke Magirus-Deutz auf dem Markt etabliert. Der erste serienmäßige Allradantrieb wurde von Büssing 1936 für „schwere Lkw“ gebaut. Toyota fertigte 1937 in Japan 150 leichte Lkw im Monat. Die Fern-Lastkraftwagen mit drei Achsen – als Sechs-Rad-Lkw bezeichnet – wurden verstärkt eingesetzt, wovon es ca. 2000 Stück gab, die 22 Tonnen Gesamtgewicht hatten und 60 km/h schnell waren. Diese schweren Typen, der Dreiachser wurden hauptsächlich von Daimler-Benz, Büssing-NAG und Magirus-Deutz gebaut. Den innovativen Höhepunkt hatte Faun mit seinem 14-Tonnen-Vierachs-Lkw. Die Lkw hatten noch Holzrahmen-Fahrerhäuser, die mit Blech überzogen wurden. Mittlerweile hatten alle Lkw auch Seitenscheiben, und es wurde bei der Lkw-Ausstattung mit Armwinker und Signalhorn sowie Armaturenbrett-Beleuchtung geworben. Zusätzlich wurde hinten auf der Ladefläche eine Schlaf-Koje, ein sogenanntes „Schwalbennest“, eingebaut, denn dort sollte bzw. musste der zweite Fahrer auch während der Fahrt schlafen. Man fuhr hauptsächlich tagsüber, denn die schlechten Straßen ließen es fast nicht zu, nachts zu fahren. Wegen vieler schwerer Unfälle in Zusammenhang mit Übermüdung hatte der Gesetzgeber eine Arbeitszeitregelung für die Kraftfahrer diktiert. Die Lkw-Besitzer, die zu 80 % zugleich Fahrer waren, lebten von der Hand in den Mund und mussten fast alles am Lkw selber reparieren können. Schmitz baute einen Dreiachs-Anhänger mit einer Lenkachse (Spuraggregat), das wegweisend wurde, und stellte es auf der IAA vor. Die MAN-Lkw hatten jetzt ein Abblendlicht, aber nur einen Scheibenwischer auf der Fahrerseite. Bei den Überland-Lkw konnte man auch die Seitenscheiben herunterkurbeln. Daimler-Benz und Krupp bauten schon serienmäßig einen Tachographen in ihre neuen Lkw ein, und der Lkw-Produzent Sterling Trucks (USA) baute schon ein kippbares Fahrerhaus. Die Elektro-Nutzfahrzeugfabrik Bleichert aus Leipzig, die seit 1925 Elektrofahrzeuge herstellte, baute 1938 einen großen Elektro-Dreiachs-Lkw mit 11.520 kg Gesamtgewicht und 6 t Nutzlast. Michelin stellte den ersten Luftreifen 1938 mit „Stahlcord-Einlagen“ her.
Nach dem Reichsverkehrsgesetz wurde 1938 die Nutzlast für Zweiachser auf bis zu neun Tonnen und bei Dreiachser auf bis zu 14 Tonnen festgelegt. Es wurde von MAN die Lkw-Fabrik „Austro-Fiat“ übernommen und in ÖAF umbenannt. Bis Ende des Jahres wurden insgesamt 3065 neue Autobahnkilometer im Deutschen Reich gebaut. Das Dritte Reich griff 1938 brutal der Nutzfahrzeugindustrie in die Speichen und stellte die gesamten Produzenten unter ihr „Kuratel“. Vomag baute 1938 grade noch seinen großen Dreiachser mit 150 PS und verpasste diesem Lkw-Typ 1939 noch eine stilistische Motorhaube.

### Kriegsvorbereitungen
Ab 1939 durften keine Lkw von bzw. an privat oder für einen Werkverkehr gekauft werden, und die Nutzfahrzeugproduzenten wurden für kriegstaugliche Lkw gleichgeschaltet. Alle Lkw-Typen sollten auch vereinheitlicht bzw. vereinfacht werden. Das Motto hieß „große Serien und wenige Typen“, um die Vielfalt bei den Lkw beherrschen zu können. Magirus schaffte es vorher noch, seinen großen Langhauber-Lkw L 265 mit 6,5 t Nutzlast und 150 PS zu bauen.
Am 15. März 1939 verordnete der Oberst Adolf von Schell als Generalbevollmächtigter für das Kraftfahrzeugwesen (GBK) im sog. Schell-Plan ab dem 1. Januar 1940 eine Vereinheitlichung der Lkw-Typen. Es waren keine Innovationen im Nutzfahrzeugbau mehr möglich, denn es durften nur noch 19 anstatt 114 Lkw-Typen gebaut werden. Die großen Drei-Achs-Lkw waren nicht mehr gefragt; vielmehr wurde verboten, diese zu bauen, unter anderem weil sie nicht wendig genug waren.
Der Lkw-Produzent Berliet (Frankreich) prophezeite derzeit, dass der Lkw als Sattelzug eine große Zukunft haben würde. Kurz vor dem Krieg wurde noch eine Haftpflichtversicherung für Lkw zum Gesetz, und die Straßenverkehrs-Zulassungs-Verordnung (StVZO) wurde eingeführt sowie zusätzlich eine Pflichtuntersuchung der Fahrzeuge in regelmäßigen Zeitabständen (zum Beispiel TÜV). Die ersten großen Frontlenker als Stumpf-Schnauzer waren auch durch den großen Motor im Fahrerhaus sehr unpraktisch und für den Krieg nicht gut geeignet. Geländetauglich und wendig mussten die Lkw sein, die nur noch in vier Klassen von 1–6,5 Tonnen und vorzugsweise mit einem einfachen „Einheits-Fahrerhaus“ gebaut werden durften. Die leichte Lkw-Klasse 1–1,5 Tonnen mussten von Borgward, Daimler-Benz, Opel, Stoewer, Ford und Magirus-Deutz sowie nachfolgend Tatra gebaut werden. Die Typen mit 4,5 Tonnen durften nur noch Henschel, Büssing-NAG (zum Beispiel 15.000 Stück), Magirus-Deutz, MAN und deren untergeordneten Lkw-Produzenten bauen. Die schwere Klasse, also die 6,5-Tonnen-Lkw, waren für Büssing-NAG, Vomag, Krupp und MAN zur Produktion bestimmt worden. Weiterhin durften nur noch geländegängige, „leichte“ Dreiachser für das Heereswaffenamt in völlig identischer Bauweise gebaut werden, wobei diese von MAN, Magirus-Deutz, Henschel, Borgward, Faun und Büssing-NAG fabriziert wurden. Der Dieselmotor von MAN musste nun als sog. „Einheitsdiesel“ mit 6,2 Litern Hubraum und 80 PS von allen anderen Dieselmotor-Herstellern wie Büssing-NAG, Henschel, Borgward und Faun nachgebaut werden. Dieser Einheitsdiesel als Allrad-Gelände-Lkw war im Gelände kaum zu schlagen, hatte aber nur 2,5 t Nutzlast zur Verfügung. Hiervon produzierte zum Beispiel Büssing 3200 Stück. Die meisten Lkw wurden für den Krieg mit einer provisorischen, feldgrauen Tarnlackierung und zum großen Teil auch inkl. der Fahrer eingezogen. Es mussten sich nun notgedrungen Transportgemeinschaften gründen, um die Versorgung der Bevölkerung aufrechterhalten zu können.

## Der Zweite Weltkrieg
Der Zweite Weltkrieg begann am 1. September 1939 mit dem Überfall auf Polen. Es wurde schon am 16. September hinsichtlich der kommenden Knappheit flüssiger Kraftstoffe angeordnet, dass die „Wirtschaftsfahrzeuge“ unter anderem auf Generatorantrieb umgebaut werden mussten. In Europa bzw. Deutschland herrschte nach und nach Mangel an fast allem. Besonders das Fehlen von Benzin und Diesel ließ die Holzgas-Generatoren vor allem für das Nutzfahrzeug zur Notwendigkeit werden, und die Imbert-Generatoren-Gesellschaft musste in Köln-Niehl 1941 ein neues Werk bauen. In den USA begann Peterbilt mit dem Bau von Lkw. Faun stellte den allgemeinen Lastkraftwagenbau 1940 während des Krieges ein, nach dem vom Einheitsdiesel 700 Lkw gebaut wurden, und konzentrierte sich nun auf den Bau von Zugmaschinen. Die Maschinenfabrik Esslingen (ME), die ab 1926 unter anderem Nutzfahrzeuge herstellte, hatte 1941 den mit 10 t Nutzlast schwersten Dreiachs-Elektro-Lkw gebaut, der jemals produziert wurde. Opel musste auf Anordnung der nationalsozialistischen Regierung bereits im Oktober 1940 die Produktion ziviler Pkw völlig einstellen und baute im Stammwerk Rüsselsheim neben Blitz-Lkw auch Motoren, Teile für Raketen und Torpedos sowie Komponenten für die Junkers Ju 88 und Messerschmitt Me 262.
Adolf Hitler persönlich hatte 1942 die Daimler-Benz AG aufgefordert, den Opel Blitz mit drei Tonnen Nutzlast in großer Stückzahl nachzubauen, nachdem sie sich strikt geweigert hatten dieses zu tun, um ihre eigenen Mercedes-Benz L 3000 produzieren zu können. Durch diese Verzögerungstaktik schaffte es Daimler-Benz, in Lizenz den 3-to-Blitz unter der Bezeichnung „L 701“ erst ab dem 20. Juli 1944 zu bauen. Kurze Zeit darauf wurde das 1935 gebaute Opelwerk Brandenburg am 6. August 1944 durch einen britischen Luftangriff zerstört. Bis 1942 produzierte die Vogtländische Maschinenfabrik (Vomag) Lkw und stellte dann ganz auf den Panzerbau um. Die Adlerwerke in Frankfurt am Main hatten während des Krieges die 1929 eingestellte Lkw-Produktion wiederaufgenommen und leichte Kettenfahrzeuge sowie Krankenkraftwagen gebaut.
Ab 1942 gab es Benzin und Diesel nur noch für die Wehrmacht – private Pkw und Lkw mussten mit Holzgas betrieben werden. Mack in den USA baute während des Krieges 35.000 Militär-Lkw. Während des Krieges wurden wegen des Mangels an flüssigen Kraftstoffen in 25 Fabriken in ganz Europa insgesamt ca. 450.000 Holzgas-Generatoren gebaut. Diese Generatoren wurden bei den meisten Lkw hinter dem Fahrerhaus angebracht, hatten eine lange Anheizzeit und einen Leistungsabfall von ca. 25 % zur Folge, und die Vorräte reichten nur für ca. 100 km. Innerhalb des Zweiten Weltkriegs gab es zahlreiche Bus- und Lkw-Hersteller, die fast ausschließlich in der Rüstung tätig sein mussten. Faun in Nürnberg wurde 1942 durch einen Bombenangriff schwerwiegend beschädigt, und nach notdürftigem Wiederaufbau wurde die Fabrik durch erneute Luftangriffe wieder so stark zerstört, dass sie stillgelegt werden musste. Im Krieg wurde der Großteil der beschlagnahmten Lkw bzw. Nutzfahrzeuge nach und nach vernichtet oder musste in den Weiten Russlands aufgegeben werden.
Ford in Köln-Niehl hatte während des Krieges insg. 132.000 leichte und mittlere Lkw gebaut, wobei 63.600 Lkw (vor allem Ford V 3000 S) an die Wehrmacht geliefert wurden. Hansa-Lloyd in Hastedt (zu Borgward) hatte von 1930 bis 1944 über 30.000 Dreitonner Lkw – vorwiegend Borgward B 3000 – gefertigt. Die Fabrik wurde jedoch durch Luftangriffe schwerbeschädigt, und das Borgward-Werk in Sebaldsbrück bei Bremen wurde zu 80 % zerstört. Die Büssing-Werke wurden durch zehn Luftangriffe und direkten Artillerie-Beschuss stark zerstört. Auch das Nürnberger Faun-Werk, wo schwere Zugmaschinen und Kranfahrzeuge für den Krieg hergestellt wurden, wurde 1944 völlig zerstört.
Krupp konnte nur noch Ersatzteile für seine Nutzfahrzeuge produzieren und musste die „Krawa“-Kraftwagenfabrik, eine Abteilung von Krupp in Essen, 1943 nach Mülhausen im Elsass verlegen und anschließend 1944 nach Bamberg (Unterfranken) als „Südwerke“ verlagern, um unter anderem der Demontage der Alliierten zu entgehen. Klöckner-Deutz hatte es geschafft, mit 2.000 Fremdarbeitern vom 3-Tonner-Lkw 200.000 Exemplare herzustellen, und musste zum Teil die Produktion auslagern, weil das eine Werk zu 45 % und das andere zu 85 % durch Luftangriffe zerstört worden waren. Bei MAN wurde 1943–1944 das Werk zu 80 % zerstört, sodass nicht mehr produziert werden konnte. Bei Opel in Brandenburg wurde August 1944 das Werk so zielgerichtet und präzise zerstört, dass die Produktion bis 1945 nicht mehr aufgenommen werden konnte, obwohl nur bis zu 50 % zerstört wurde. Durch Luftangriffe wurden das Magirus-Werk in Ulm 1944 zu 45 % und das Werk in Söflingen zu 85 % zerstört. Daimler-Benz hatte tausende von Zwangsarbeitern in seinen Werken für die Rüstung beschäftigt und musste Ende 1939 bis Anfang 1945 einzelne Teile des Betriebs in Stollen und Eisenbahntunnel verlagern. Ende des Krieges wurden das Werk Sindelfingen zu 80 % und die Maschinen zu 50 % zerstört. Das Werk in Berlin-Marienfelde wurde durch mehrere Luftangriffe völlig zerstört. Das Gaggenauer Lkw-Werk wurde im Krieg zu 80 % und das Mannheimer Lkw-Werk nur zu 20 % sowie das Untertürkheimer Werk 70 % zerbombt. Henschel & Sohn, eine der großen Rüstungsbetriebe im Dritten Reich, wo außer den Lkw auch Panzer, Flugzeuge und Motoren sowie Lokomotiven gebaut wurden, wurde auch zu 80 % zerstört. Kaelble hatte während des Krieges unter anderem schwere Zugmaschinen, Planierraupen, stationäre Motoren für die Stromversorgung gebaut und war von den Kriegswirren verschont geblieben. Am Ende des Krieges wurde das Werk von amerikanischen Einheiten ausgeplündert, und auch die Gebäude wurden beschlagnahmt.

## Fortsetzung
- Geschichte der westdeutschen Nutzfahrzeugindustrie von 1945 bis 1990
- Geschichte der ostdeutschen Nutzfahrzeugindustrie von 1945 bis 1990
- Geschichte der deutschen Nutzfahrzeugindustrie von 1990 bis heute